# Frida Thydén
Frida Thydén, född 8 januari 1985, är en svensk före detta fotbollsspelare (mittfältare).
Thydén kom från moderklubben Madesjö IF till Östers IF 2003. 2005 gick hon till Kopparbergs/Göteborg FC, och 2007 gick hon vidare till Jitex BK.